# El abuelo (1954)
El abuelo és una pel·lícula argentina dramàtica estrenada el 2 de juliol de 1954 dirigida per Román Viñoly Barreto i escrita per Emilio Villalba Welsh. Es va basar en la novel·la de Benito Pérez Galdós. Els principals intèrprets van ser Enrique Muiño i Metxa Ortiz.